# Плеша (Сучава)
Плеша (рум. Pleșa, пол. Plesza) — село у повіті Сучава в Румунії. Входить до складу комуни Менестіря-Хуморулуй.
Село розташоване на відстані 355 км на північ від Бухареста, 31 км на захід від Сучави, 142 км на захід від Ясс.

## Населення
За даними перепису населення 2002 року у селі проживали 206 осіб, з них 205 осіб (99,5%) поляків. Рідною мовою 205 осіб (99,5%) назвали польську.